# VSO-volgorde
De VSO-volgorde (Verbum-Subject-Object) is in sommige talen - bijvoorbeeld het Foesha en Welsh - de meest gebruikelijke volgorde van woorden en zinsdelen, waarbij het subject achter de persoonsvorm maar voor het object staat, zoals in de zin
Bakte vader oliebollen?
of, gangbaar na een bepaling van plaats of tijd:
Vanmorgen bakte mijn broer de oliebollen.
Thuis deelt zij de lakens uit, maar op school geeft ze les in meetkunde.
In alle talen van de wereld is deze volgorde minder gebruikelijk dan de SVO-volgorde en de SOV-volgorde.